# Boogie Brothers
Boogie Brothers es el undécimo álbum de estudio de la banda británica Savoy Brown. Fue publicado en marzo de 1974 a través del sello discográfico Hi Records.

## Recepción de la crítica
Un escritor no especificado de la revista Cash Box comentó: “Siempre en control de los factores cruciales del arreglo y la dinámica, Kim Simmons y sus cohortes muestran un toque magistral en cada una de las nueve melodías. Las constantes giras de la banda por Estados Unidos indican su popularidad en el país y este LP obviamente aumentará esa reputación”. Un escritor no especificado de Billboard escribió: “Este grupo ha cambiado de miembros más que cualquier otro grupo en la historia reciente, siendo el guitarrista fundador Kim Simmonds la única constante. De alguna manera, sin embargo, siguen siendo comerciales pero sinceros en sus interpretaciones del blues británico. Esta vez, con las voces compartidas entre Stan Webb y Miller Anderson, y los dos también haciendo equipo con Simmonds en la guitarra, tienen una excelente combinación”. Un escritor no especificado de la revista Record World indicó que “sonidos de rock fuertes y contundentes emanan de este último disco.
En una reseña negativa para Circus Raves, Jon Tiven escribió: “¿Qué hace un guitarrista mediocre cuando descubre su mediocridad? Despide a su banda, mantiene el nombre y contrata a dos nuevos guitarristas para llenar los espacios muertos. Y así va el blues en el último álbum de Savoy Brown, Born to Bore You, que presenta más de 12 compases que los del último álbum de Canned Heat y Status Quo fusionados de manera sólida”.

## Gira
Para promocionar el álbum, Savoy Brown se embarcó en una gira musical de 26 días en los Estados Unidos.
| Fecha               | Ciudad          | País           | Recinto                               |
| ------------------- | --------------- | -------------- | ------------------------------------- |
| Norteamérica        |                 |                |                                       |
| 25 de marzo de 1974 | Chicago         | Estados Unidos | Amphitheatre                          |
| 28 de marzo de 1974 | El Paso         | Estados Unidos | Coliseum                              |
| 30 de marzo de 1974 | Fort Worth      | Estados Unidos | Tarrant County Center                 |
| 31 de marzo de 1974 | Amarillo        | Estados Unidos | Civic Center                          |
| 2 de abril de 1974  | Albuquerque     | Estados Unidos | University of New Mexico              |
| 3 de abril de 1974  | Denver          | Estados Unidos | Denver Municipal Auditorium           |
| 4 de abril de 1974  | Denver          | Estados Unidos | Denver Municipal Auditorium           |
| 7 de abril de 1974  | Phoenix         | Estados Unidos | Big Surf                              |
| 9 de abril de 1974  | San Diego       | Estados Unidos | Sports Center                         |
| 12 de abril de 1974 | Memphis         | Estados Unidos | Ellis Auditorium                      |
| 13 de abril de 1974 | Little Rock     | Estados Unidos | Barton Coliseum                       |
| 19 de abril de 1974 | Miami Beach     | Estados Unidos | Miami Beach Auditorium                |
| 21 de abril de 1974 | West Palm Beach | Estados Unidos | West Palm Beach Auditorium            |
| 26 de abril de 1974 | Birmingham      | Estados Unidos | Rickwood Field                        |
| 27 de abril de 1974 | Jacksonville    | Estados Unidos | Jacksonville Coliseum                 |
| 28 de abril de 1974 | Orlando         | Estados Unidos | Jai Alai Fronton                      |
| 3 de mayo de 1974   | Jackson         | Estados Unidos | Mississippi Veterans Memorial Stadium |
| 4 de mayo de 1974   | Mobile          | Estados Unidos | Heartsfield Stadium                   |
| 5 de mayo de 1974   | St. Petersburg  | Estados Unidos | Bayfront Center                       |
| 22 de mayo de 1974  | Visalia         | Estados Unidos | Visalia Convention                    |
| 23 de mayo de 1974  | Fresno          | Estados Unidos | Warnors Theatre                       |
| 24 de mayo de 1974  | Portland        | Estados Unidos | Paramount Northwest                   |
| 25 de mayo de 1974  | Seattle         | Estados Unidos | Paramount Theatre                     |
| 27 de mayo de 1974  | Spokane         | Estados Unidos | Gonzaga University                    |
| 31 de mayo de 1974  | Long Beach      | Estados Unidos | Long Beach Auditorium                 |
| 1 de junio de 1974  | San Francisco   | Estados Unidos | Winterland                            |

## Lista de canciones
Todas las canciones escritas y compuestas por Miller Anderson, excepto donde esta anotado. 
| Lado uno |                        |                |          |  |
| N.º      | Título                 | Escritor(es)   | Duración |  |
| 1.       | «Highway Blues»        | Kim Simmonds   | 4:04     |  |
| 2.       | «Me and the Preacher»  |                | 3:34     |  |
| 3.       | «My Love's Lying Down» | Stan Webb      | 5:53     |  |
| 4.       | «You Don't Love Me»    | Ellas McDaniel | 5:56     |  |
| 5.       | «Always the Same»      |                | 2:00     |  |

| Lado dos |                                 |              |          |  |
| N.º      | Título                          | Escritor(es) | Duración |  |
| 1.       | «Everybody Love a Drinking Man» |              | 3:04     |  |
| 2.       | «Rock 'n' Roll Star»            |              | 7:08     |  |
| 3.       | «Boogie Brothers»               |              | 5:20     |  |
| 4.       | «Threegy Blues»                 | Simmonds     | 2:12     |  |

## Créditos y personal
Créditos adaptados desde las notas de álbum de Boogie Brothers.
Savoy Brown
- Stan Webb – voces, slide guitar en «Highway Blues» y «You Don't Love Me», guitarra rítmica en «Me and the Preacher» y «Boogie Brothers», guitarra en «My Love's Lying Down» y «Rock 'n' Roll Star», guitarra líder en «Threegy Blues»
- Miller Anderson – voces, guitarra rítmica en todas las canciones excepto «Always the Same», guitarra acústica en «Always the Same»
- Kim Simmonds – guitarra rítmica en «Highway Blues», «My Love's Lying Down», «You Don't Love Me», «Rock 'n' Roll Star» y «Boogie Brothers», slide guitar en «Me and the Preacher» y «Everybody Love a Drinking Man», armónica en «You Don't Love Me», steel guitar en «Always the Same», guitarra líder en «Threegy Blues»
- Jimmy Leverton – voces, bajo eléctrico en todas las canciones excepto «Always the Same» y «Everybody Love a Drinking Man»
- Eric Dillon – batería en todas las canciones excepto «Always the Same» y «Everybody Love a Drinking Man»

Personal técnico
- Harry Simmonds – productor
- Savoy Brown – productor
- Howard Kilgour – ingeniero de audio
- Brian Pickering – ingeniero asistente
- Glenn Ross – director artístico
- Dave Willardson – ilustración
- Michael Putland – fotografía (contraportada)

## Posicionamiento
| Gráfica (1974)                            | Pico de posición |
| ----------------------------------------- | ---------------- |
| Canadá (RPM Top Albums)                   | 95               |
| Estados Unidos (Billboard Top LPs & Tape) | 101              |
| Estados Unidos (Record World Album Chart) | 125              |